# Гагик Карсский
Гагик Карсский или Гагик Багратуни — армянский князь из династии Багратуни. С 1029 по 1065 год царь Карсского царства.

## Биография
Гагик происходил из династии Багратуни и являлся сыном Абаса, правителя Карсского царства. Унаследовал государство в 1029 году. Оставаясь царем, Гагик правил своим государством вплоть до 1065 года, когда под давлением сельджукского вторжения был вынужден отдать свои земли Византии.
После аннексии страны, покинув столицу своего царства Карс, поселился на территории Византийской империи. От императора Гагик получил во владение Цамендан (Цаманд), Ларису, Амассию, Коману и сотни деревень. Несмотря на то, что территории, управляемые Гагиком Карсским, входили в состав Византии, он сохранил на них свою самостоятельность. Армянский царь был окружен своей знатью и имел собственное войско.
Когда Гагик Анийский был схвачен сыновьями Мандала, Гагик Карсский вместе с Арцрунидами Атомом и Абусахлом, а также с другими армянскими вельможами осаждал крепость Мандалов.
Гагик Карсский женился на сестре Рубена (князь Киликийской Армении) - Гурандухт. У них родилась дочь - Мариам.